# 三原 (那覇市)
三原（みはら）は、沖縄県那覇市の町名。三原1～3丁目がある。郵便番号は902-0063。

## 地理
那覇市真和志支所管内に属する。安里・大道・壺屋・寄宮・識名・繁多川・首里寒川町・松川と隣接する。旧真和志市域では多く見られるように、戦後、スプロール現象により住宅地が不規則に形成されている。

## 歴史
安里から分離した大道からさらに分離した地域であるため、成立の経緯については安里および大道を参照。
公式の町名として三原の名が使用されたのは、1981年の住居表示実施により、字大道のうち、安里川以南に位置する部分が現在の三原1～3丁目に改称して以降である。

## 世帯数と人口
2021年（令和3年）11月30日現在の世帯数と人口は以下の通りである。
| 町丁      | 世帯数    | 人口    |
| --------- | --------- | ------- |
| 三原1丁目 | 1,170世帯 | 2,141人 |
| 三原2丁目 | 1,383世帯 | 2,687人 |
| 三原3丁目 | 769世帯   | 1,638人 |
| 計        | 3,322世帯 | 6,466人 |

## 小・中学校の学区
市立小・中学校に通う場合、学区（校区）は以下の通りとなる。
| 番地                                                     | 小学校               | 中学校               |
| -------------------------------------------------------- | -------------------- | -------------------- |
| 三原1丁目                                                | 那覇市立大道小学校   | 那覇市立真和志中学校 |
| 三原2丁目7番～30番                                       | 那覇市立松川小学校   | 那覇市立真和志中学校 |
| 三原2丁目31番～37番                                      | 那覇市立松川小学校   | 那覇市立松城中学校   |
| 三原2丁目1番～6番                                        | 那覇市立松川小学校   | 那覇市立寄宮中学校   |
| 三原3丁目1番～9番、16番1号～16番13号、16番35号～16番48号 | 那覇市立真和志小学校 | 那覇市立寄宮中学校   |
| 三原3丁目10番～15番、16番14号～16番34号、17番～21番      | 那覇市立真和志小学校 | 那覇市立石田中学校   |

## 交通

### 最寄り駅
最寄り駅はゆいレール安里駅となっている。

### バス
三原、三原二丁目、三原三丁目、三原十字路、繁多川団地入口が設置され、那覇バス市内線の3、5、6番が利用可能である。

### 道路
地域内をほぼ南北に、沖縄県道46号線が縦断している。

## 施設
- 那覇三原郵便局